# آلة الجدولة

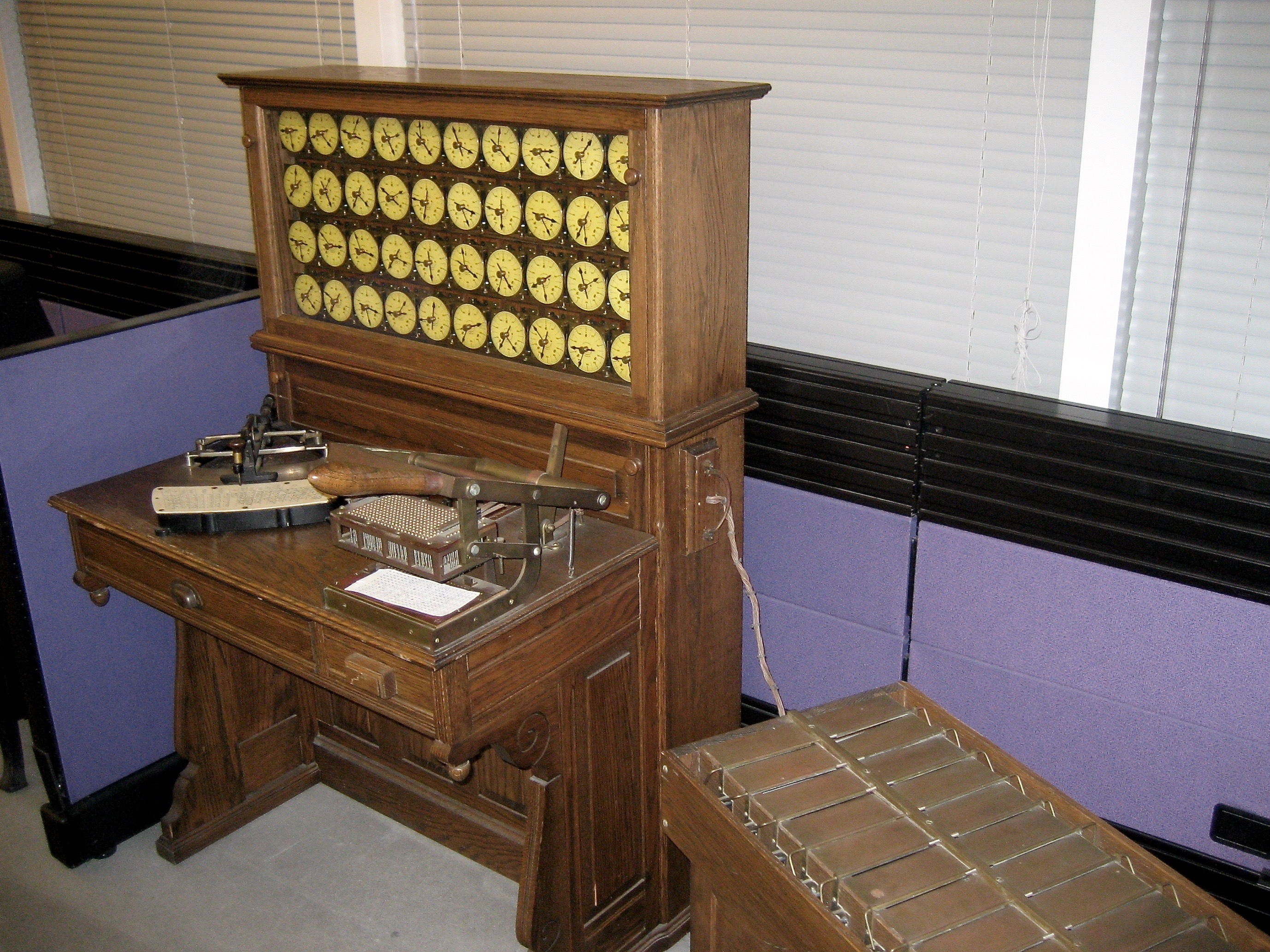
آلة جدولة هولريث 1890 مع صندوق فرز.

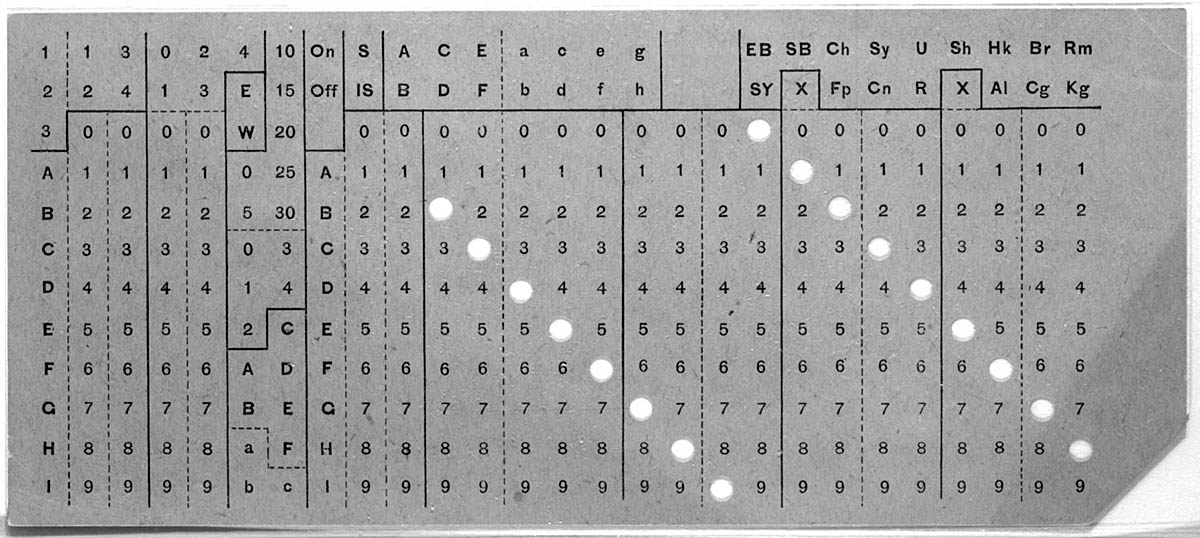
بطاقة هوليريث المثقوبة

كانت آلة الجدولة هي آلة كهروميكانيكية صُممت للمساعدة في تلخيص المعلومات المخزنة على البطاقات المثقوبة . اختراعها هيرمان هوليريث ، وطُوّرت خصيصًا لمعالجة بيانات تعداد الولايات المتحدة لعام 1890 . استخدامت النماذج المُطورة منها على نطاق واسع في تطبيقات الأعمال مثل المحاسبة ومراقبة المخزون . وقد أدى ذلك إلى ظهور فئة من الآلات، المعروفة باسم معدات تسجيل الوحدة ، وصناعة معالجة البيانات.
استخدمت صحيفة نيويورك وورلد مصطلح " الحوسبة الفائقة " في عام 1931، للإشارة إلى آلة تبويب كبيرة صُنعت خصيصًا من قبل شركة IBM لجامعة كولومبيا . 

## تعداد عام 1890
استغرق تعداد عام 1880 في الولايات المتحدة ثماني سنوات لمعالجته. وبما أن دستور الولايات المتحدة يفرض إجراء تعداد سكاني كل عشر سنوات لتوزيع ممثلي الكونجرس والضرائب المباشرة بين الولايات، فقد أصبح من الضروري استخدام مزيج من عدد أكبر وأنظمة تسجيل أسرع.
في أواخر ثمانينيات القرن التاسع عشر، استلهم هيرمان هوليريث فكرته من قيام محصلي التذاكر في القطارات الذين كانوا يستخدمون موصلات لثقوب مثقوبة في أماكن مختلفة على تذكرة السكك الحديدية لتسجيل تفاصيل المسافر مثل الجنس والعمر التقريبي.
كانت الاستخدامات السابقة للوسائط القابلة للقراءة آليًا مقتصرة على قوائم التعليمات (وليس البيانات) لتشغيل آلات المبرمجة مثل أنوال جاكار .
"بعد بعض التجارب الأولية باستخدام الشريط الورقي، استقر على البطاقات المثقبة ..."  استخدم هولريث بطاقات مثقبة بثقوب دائرية، تحتوي على 12 صفًا، و24 عمودًا. وكانت أبعاد البطاقات المقاسة3 1⁄4 by 6 5⁄8 بوصة (83 by 168 مـم) . 
استخدم جهاز ملفات لولبية كهروميكانيكية لزيادة عدّادات ميكانيكية. وكان هناك مجموعة من الأسلاك المحملة بنابض فوق قارئ البطاقة. كانت البطاقة موضوعة فوق برك من الزئبق ، كل بركة تقابل موضعًا محتملًا للثقب في البطاقة. عندما تُضغط الأسلاك على البطاقة، كانت الثقوب المثقوبة تسمح للأسلاك بالغوص في برك الزئبق، مما يؤدي إلى إحداث تلامس كهربائي  يمكن استخدامه للعد والفرز وتشغيل جرس لإعلام المشغل بأن البطاقة قد تمت قراءتها. كان لدى الجدول 40 عدادًا، كل منها مزود بقرص مقسم إلى 100 قسم، مع عقربين للمؤشر؛ أحدهما يتحرك وحدة واحدة مع كل نبضة عد، والآخر يتحرك وحدة واحدة في كل مرة يدور فيها القرص الآخر دورة كاملة. سمح هذا الترتيب بإحصاء يصل إلى 9999. أثناء تشغيل جدول معين، يمكن تعيين العدادات لثقب معين أو، باستخدام منطق التتابع ، لمجموعة من الثقوب، على سبيل المثال لحساب الأزواج المتزوجين.  إذا كان من المقرر فرز البطاقة، فسيتم فتح غطاء حجرة صندوق الفرز لتخزين البطاقة، ويعتمد اختيار الحجرة على البيانات الموجودة في البطاقة. 
اُستخدمت طريقة هوليريث في تعداد عام 1890. استخدم الكتبة آلات تثقيب المفاتيح لثقب ثقوبًا في البطاقات مدخلين العمر وحالة الإقامة والجنس ومعلومات أخرى من البيانات المُجمعة.
تم إنتاج نحو 100 مليون بطاقة، و"تم تمرير البطاقات عبر الآلات أربع مرات فقط خلال كامل العمليات".  ووفقًا لمكتب الإحصاء الأمريكي، فقد تم "انتهاء نتائج التعداد قبل أشهر من الموعد المحدد وبتكلفة أقل بكثير من الميزانية المخصصة". 

## بعد تعداد عام 1890
كانت مزايا هذه التكنولوجيا واضحة على الفور في مجالات المحاسبة وتتبع المخزون . أسس هوليريث شركته الخاصة تحت اسم Hollerith Electric Tabulating System ، وهو متخصص في معدات معالجة البيانات بالبطاقات المثقوبة .  في عام 1896 قام أسس شركة "آلات الجدولة". وفي نفس العام قدم جهاز Hollerith Integrating Tabulator، الذي كان قادرًا على جمع الأرقام مشفرة على بطاقات مثقوبة، وليس مجرد عدّ عدد الثقوب فقط. لا تزال البطاقات المثقوبة تُقرأ يدويًا باستخدام الدبابيس وقارئ حوض الزئبق. في عام 1900 تم استخدام آلة جدولة الأعلاف الأوتوماتيكية من إنتاج شركة هوليريث في تعداد السكان في الولايات المتحدة في ذلك العام. تم دمج لوحة التحكم في طراز 1906 1. 
في عام 1911، تم دمج أربع شركات، من بينها شركة هوليريث، عن طريق شراء الأسهم، لتشكيل شركة خامسة، وهي" شركة الحوسبة والجداول والتسجيل (CTR). تم تأسيس شركة Powers Accounting Machine في العام نفسه، ومثل شركة Hollerith، قد طُورت أول مرة في مكتب الإحصاء.
في عام 1919 تم تطوير أول نموذج أولي لآلة التبويب من شركة Bull . وظهرت في عشرينات القرن الماضي آلات تبويب قادرة على الطباعة، والمزودة بلوحات تحكم قابلة للإزالة.
وفي عام 1924 تم تغيير اسم شركة CTR إلى International Business Machines (IBM). وفي عام 1927، استحوذت شركة ريمينجتون راند على شركة باورز للآلات المحاسبية. في عام 1933 تم دمج شركة Tabulate Machine Company في شركة IBM. واصلت هذه الشركات تطوير أجهزة جدولة أسرع وأكثر تطوراً، وبلغت ذروتها بأجهزة جدولة مثل IBM 407 عام 1949 و Remington Rand 409 عام 1952. استُخدمت آلات الجدولة لفترة طويلة بعد ظهور الحواسيب الإلكترونية التجارية في الخمسينيات من القرن العشرين.
تم نقل العديد من التطبيقات التي كانت تعتمد على آلات التبويب بالبطاقات إلى الحواسيب، مثل IBM 1401 . ولمساعدة هذا الانتقال، تم تطوير لغتي برمجة FARGO و RPG ، للمساعدة في هذا الانتقال. ونظرًا لأن لوحات التحكم في الجدول كانت تعتمد على دورة الماكينة، فقد قام كل من FARGO وRPG بمحاكاة مفهوم دورة الماكينة وأظهرت مواد التدريب العلاقات بين لوحة التحكم وأوراق ترميز لغة البرمجة.

## عملية
1. ↑  The "sorting box" was controlled by the tabulator. The "sorter", an independent machine, was a later development. See: Austrian، Geoffrey D. (1982). Herman Hollerith: Forgotten Giant of Information Processing. Columbia University Press. ص. 41, 178–179. ISBN:0-231-05146-8.

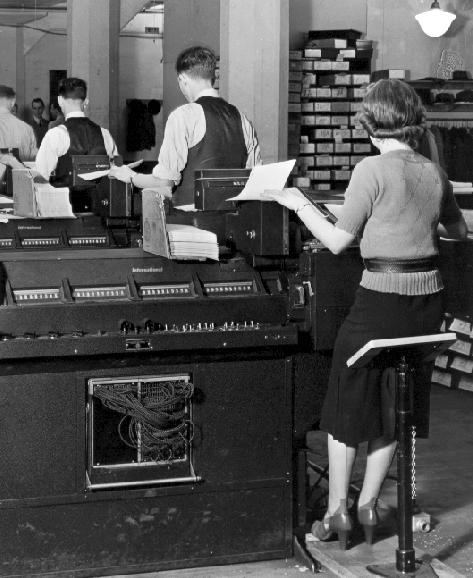
أجهزة جدولة IBM Type 285 المستخدمة في إدارة الضمان الاجتماعي الأمريكية حوالي عام 1936

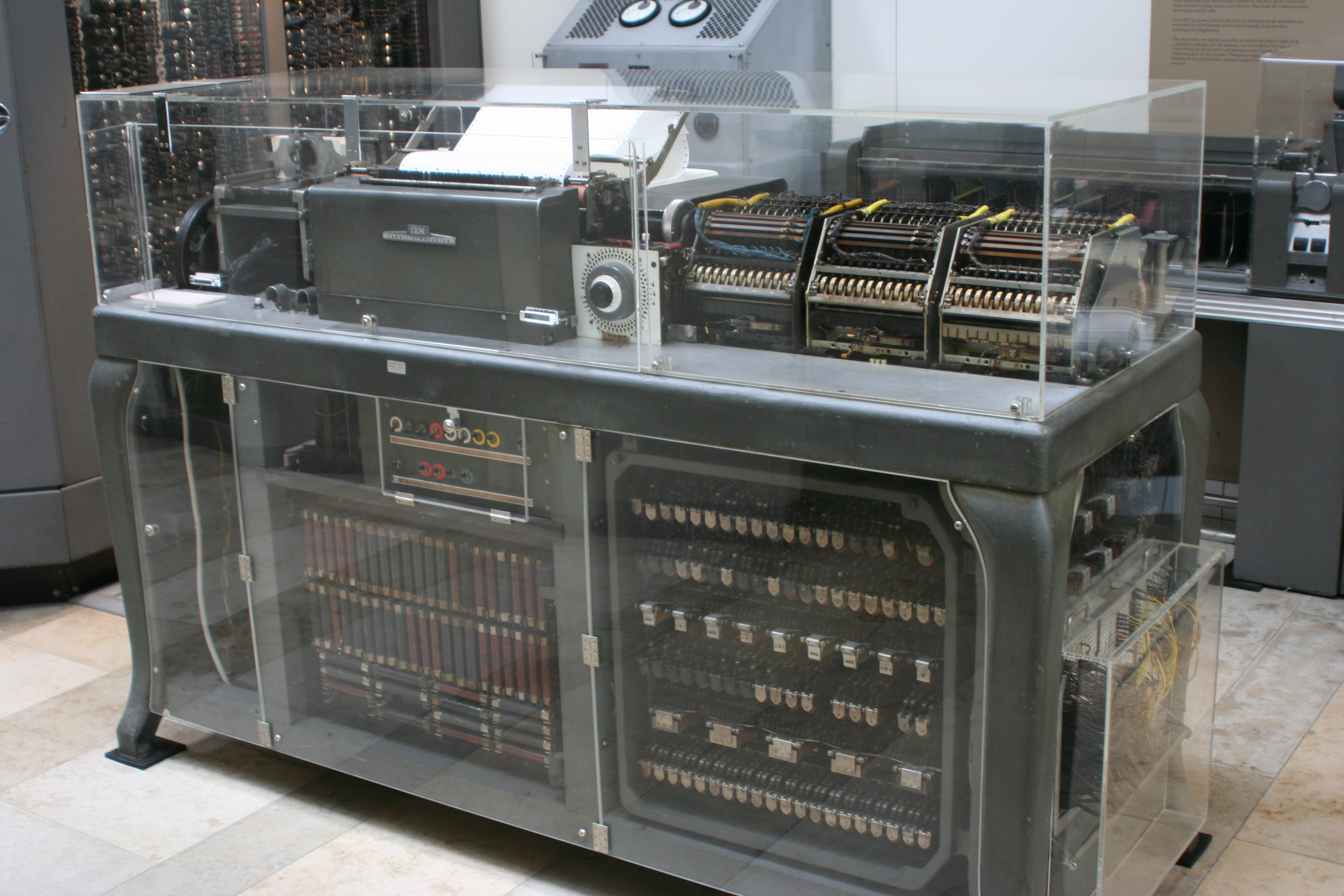
آلة جدولة IBM D11 المبكرة، مع إزالة الأغطية

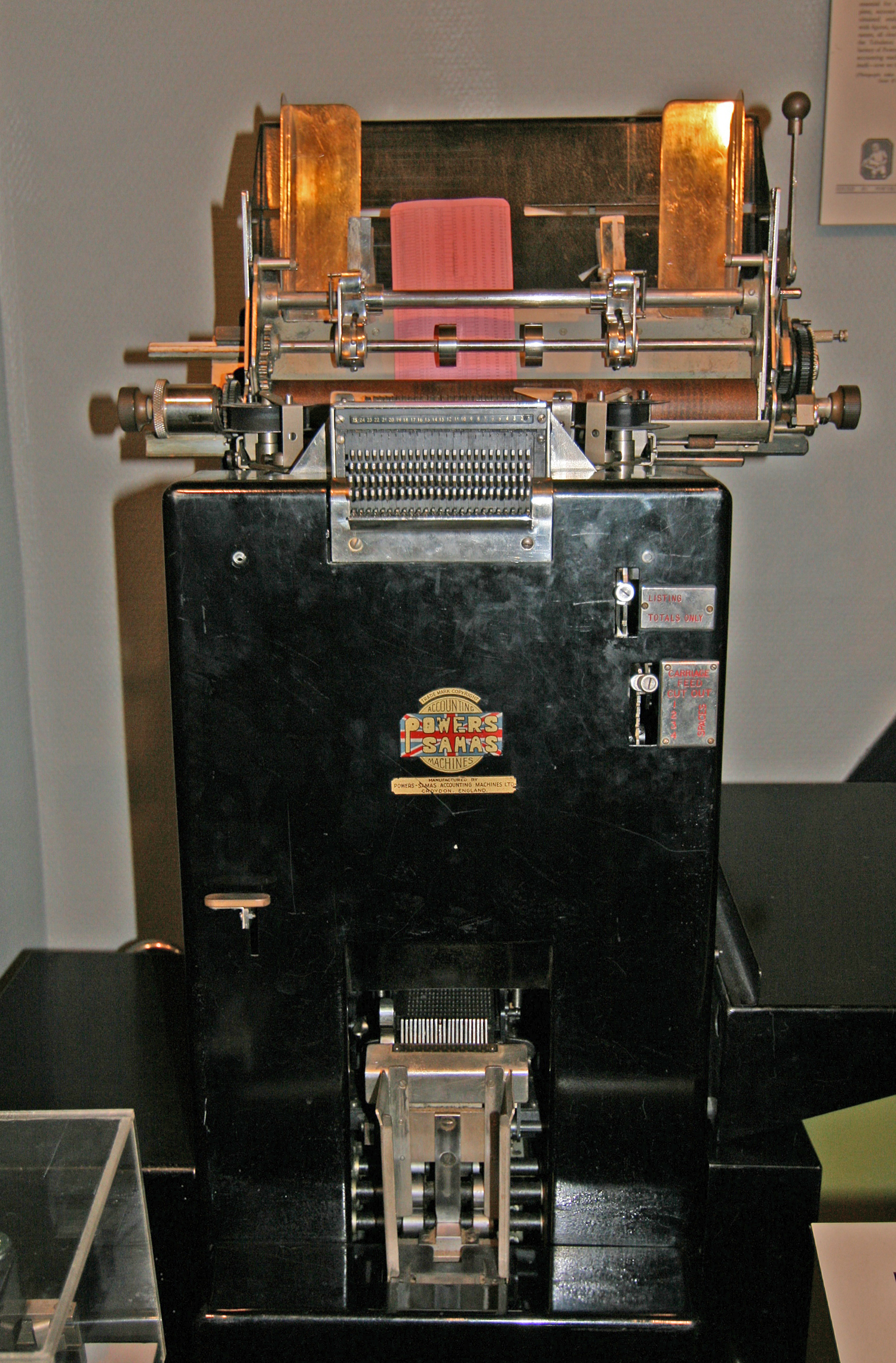
آلة المحاسبة باورز-ساماس

في شكله الأساسي، كانت آلة التبويب تقرأ بطاقة واحدة في كل مرة، وتطبع أجزاء (حقولًا) من البطاقة على ورق متصل، قد تُعاد ترتيبه، وتجمع رقمًا واحدًا أو أكثر مثقوبًا في البطاقة إلى واحد أو أكثر من العدّادات، والتي تُعرف باسم المجمّعات .
في النماذج الأولى، كانت مؤشرات سجلات المجمعات تُقرأ يدويًا بعد تشغيل مجموعة البطاقات للحصول على المجاميع. أما النماذج الأحدث قادرة على طباعة الإجماليات بشكل مباشر. يمكن التعامل مع البطاقات التي تحتوي على ثقب معين كبطاقات رئيسية مما يسبب سلوكًا مختلفًا. على سبيل المثال، من الممكن دمج بطاقات العملاء الرئيسية مع بطاقات مرتبة تسجل العناصر الفردية التي تم شراؤها. عند قراءة الفاتورة بواسطة آلة الجدولة لإنشاء الفواتير، سيتم طباعة عنوان الفاتورة ورقم العميل من بطاقة الماستر كارد، ثم سيتم طباعة العناصر الفردية المشتراة وسعرها. عند اكتشاف بطاقة ماستر كارد التالية، سيتم طباعة السعر الإجمالي من المجمع وإخراج الصفحة إلى أعلى الصفحة التالية، عادةً باستخدام شريط التحكم في العربة .
من خلال المراحل أو الدورات متتالية في معالجة البطاقات المثقوبة، كان بالإمكان تنفيذ حسابات معقدة نسبيًا، بشرط توفر مجموعة كافية من الأجهزة. (بلغة معالجة البيانات الحديثة، يمكن تشبيه كل مرحلة باعتبارها شرط SQL : SELECT (تصفية الأعمدة)، ثم WHERE (تصفية البطاقات، أو "الصفوف")، ثم ربما GROUP BY للإجماليات والأعداد، ثم SORT BY؛ ثم ربما إعادة إرسالها مرة أخرى إلى مجموعة أخرى من دورات SELECT وWHERE مرة أخرى إذا لزم الأمر.) كان على مشغل بشري استرجاع وتحميل وتخزين مجموعات البطاقات المختلفة في كل مرحلة.

## نماذج مختارة والجدول الزمني
استخدمت أولى آلات التبويب التي ابتكرها هوليريث لتجميع إحصاءات الوفيات في بالتيمور وجيرسي سيتي ومدينة نيويورك في عام 1886. 
اُنتج أول جهاز تبويب بتغذية ورقية أوتوماتيكية من شركة Tabulating Machine Company (TMC)، والتي تعمل بسرعة 150 بطاقة في الدقيقة، في عام 1906. 
طُورت أول آلة طباعة جدولية TMC في عام 1920. 

آلة المحاسبة TMC Type IV (التي تم إعادة تسميتها فيما بعد إلى IBM 301)، من أرشيفات IBM :
كانت آلة المحاسبة 301 (المعروفة أكثر باسم النوع الرابع ) أول آلة يتم التحكم فيها بالبطاقات، وتضمّ ميزات اختيار الفئة والطرح التلقائي وطباعة الرصيد الصافي سواء كان إيجابيًا أو سلبيًا. يعود تاريخ هذه الآلة إلى عام 1928، وهي تجسد الانتقال من آلات الجدولة إلى آلات المحاسبة. يمكن للنوع الرابع إدراج 100 بطاقة في الدقيقة.
HWEgli - جهاز تابلت بول موديل T30, 1931

آي بي إم 401:
اُطلقت آلة 401، في عام 1933، وكانت من أوائل النماذج في سلسلة طويلة من آلات التبويب والمحاسبة الأبجدية الرقمية التي طورتها شركة IBM.

وقد طُورت هذه الآلة على يد فريق برئاسة JR Peirce وتم تضمين وظائف وميزات مهمة اخترعها AW Mills و FJ Furman وEJ Rabenda . تمت إضافة 401 بسرعة 150 بطاقة في الدقيقة وإدراج البيانات الأبجدية الرقمية بسرعة 80 بطاقة في الدقيقة. 
آي بي إم 405:
اُطلقت آلة المحاسبة الأبجدية 405 في عام 1934، وكانت تُعد الآلة الأساسية التي اعتمدت عليها IBM في مسك الدفاتر والمحاسبة لسنوات عديدة.

وقد شملت الميزات المهمة فيها زيادة سعة، ومرونة أكبر في تجميع العدّادات، والطباعة المباشرة لكامل الأبجدية، و الطرح المباشر، بالإضافة إلى طباعة الرصيد مدين أو دائن مباشرة من أي عداد،  يُطلق على هذا الجهاز عادةً اسم "الجهاز الجدولي 405"، وظل هذا الجهاز الرائد في خط إنتاج شركة IBM حتى بعد الحرب العالمية الثانية.   استخدم البريطانيون في الكوخ رقم 8 آلات هوليريث للحصول على بعض المعرفة حول مصادر الهجوم المعروفة بالنص العادي التي تستخدمها الرسائل الألمانية المشفرة. 
وكانت أجهزة IBM 402 و403، مُنذُ عام 1948، بمثابة خلفاء محدثين لجهاز 405.

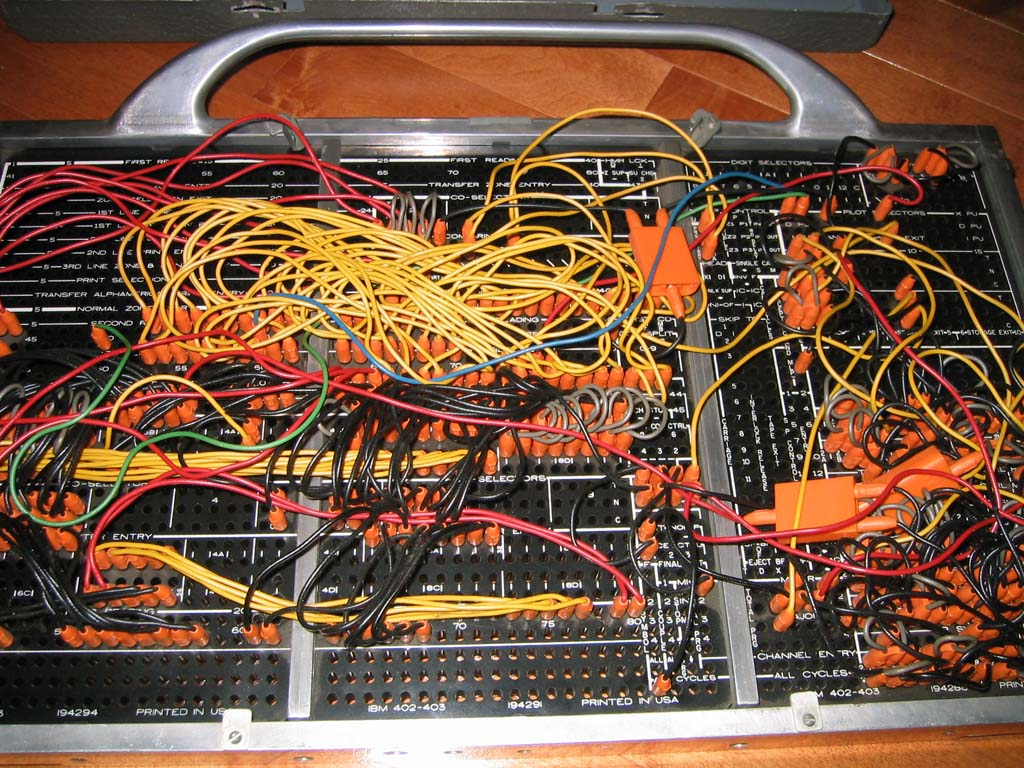
لوحة التحكم لجهاز المحاسبة IBM 402

يمكن توصيل جهاز Bull Gamma 3 لعام 1952 بهذا الجهاز أو بجهاز قراءة/ثقب البطاقة.  
آي بي إم 407
اُطلقت آلة 407 في عام 1949، وكانت العمود الفقري لخط إنتاج وحدات السجلات في لما يقارب ثلاث عقود تقريبًا من شركة IBM . وقد تم تعديله لاحقًا ليكون بمثابة جهاز إدخال/إخراج للعديد من الآلات الحاسبة والحواسيب الإلكترونية المبكرة. تم استخدام آلية الطباعة الخاصة به في طابعة IBM 716 لسلسلة IBM 700/7000 وفي وقت لاحق مع IBM 1130 حتى منتصف السبعينيات.
تم سحب آلة المحاسبة IBM 407 من السوق في عام 1976، مما أشار إلى نهاية عصر وحدات السجلات. 
آي بي إم 421

## قراءة إضافية
- Fierheller، George A. (2014). Do not fold, spindle or mutilate: the "hole" story of punched cards (PDF). Stewart Pub. ISBN:978-1-894183-86-4. مؤرشف من الأصل (PDF) في 2016-03-24. An accessible book of recollections (sometimes with errors), with photographs and descriptions of many unit record machines. The chapter It all adds Up describes IBM tabulators and accounting machines.
- Kistermann، F.W. (Summer 1995). "The way to the first automatic sequence-controlled calculator: the 1935 DEHOMAG D 11 tabulator". Annals of the History of Computing. ج. 17 ع. 2: 33–49. DOI:10.1109/85.380270.
- Randell، Brian، المحرر (1982). The Origins of Digital Computers, Selected Papers, 3rd ed. Springer-Verlag. ISBN:0-387-11319-3. Chapter 3, Tabulating Machines, has excerpts of Hollerith's 1889 An Electric Tabulating System and Couffignal's 1933 Calculating Machines: Their Principles and Evolution.
- Black, Edwin (2001) IBM and the Holocaust: The Strategic Alliance Between Nazi Germany and America's Most Powerful Corporation, Crown Pub, (ردمك 0-609-80899-0). Assiduously footnoted using 20,000 hard copy documents and utilizing over 100 researchers, the book pieces together fragments of information from all of the world deliberately obscured to prevent the exposure of the extent to which IBM president Thomas J. Watson collaborated with the Nazis to identify Jews, locate them, determine what personal effects they owned, what businesses they controlled, their real estate, and anything else of value that could be seized by the Nazis. IBM tabulators also made it possible to move millions of Jews to their deaths in concentration camps using hundreds of thousands of rail cars and tons of coal in a process that would have been impossible without IBM. All the concentration camps contained offices specifically for the running and repair of the IBM tabulators which kept track of the age, gender and manner of death of every inmate. These machines, as well as other used by the German military, were leased to the Nazis in what became millions of dollars of profit for IBM.

## الروابط الخارجية
- أدلة استخدام جهاز المحاسبة IBM

1. ↑  Later IBM tabulators provided multiple, small, counters of 2 to 8 positions. When a larger counter was needed multiple counters could be grouped to function as a single counter. For example, a control panel could be wired to group a 4 position and a 6 position counter, forming a 10 position counter.
2. ↑  Before direct subtraction was available, negative numbers were entered as complements or were listed and totaled in separate columns.